# Muellerina cribrosa
Muellerina cribrosa is een mosselkreeftjessoort uit de familie van de Hemicytheridae. De wetenschappelijke naam van de soort is voor het eerst geldig gepubliceerd in 2009 door Ramos, Coimbra & Whatley.